# Маурицио (епископ Порто)
Маурицио (Maurizio) — католический церковный деятель XI века. Провозглашен кардиналом-епископом Порто около 1095 года. В 1099 году участвовал в выборах папы Пасхалия II. 1 августа 1100 года он отправляется из Генуи в Святую Землю в качестве папского легата.